# Norrsund

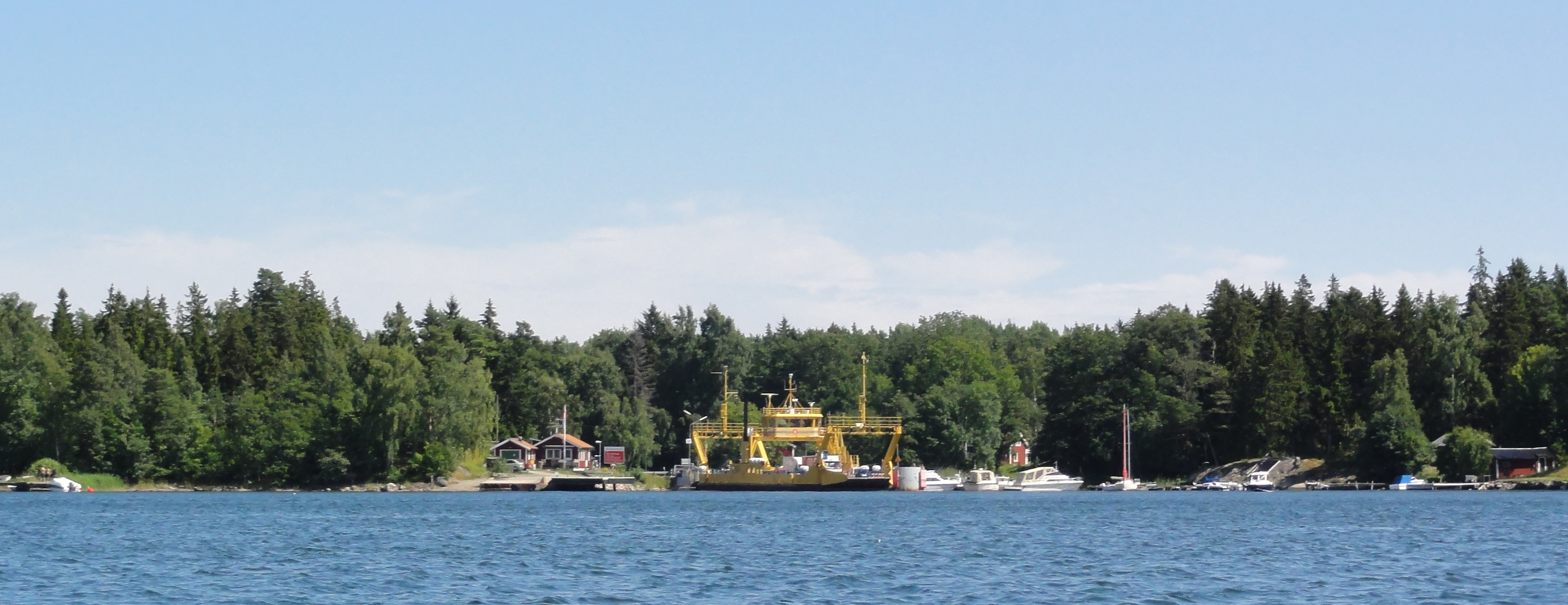
Färjeläget sommaren 2011

Norrsund är ett färjeläge på Blidö. Vägverket trafikerar sträckan Larshamn på Yxlan och Norrsund. Där finns ett litet industriområde, brandstation, elbutik och kiosk. 
Norrsund trafikeras också av ångfartyget S/S Blidösund och skärgårdsbåtarna M/S Sjöbris och M/S Sjögull till och från Stockholm, Rödlöga, Arholma och Norrtälje.